# بودووو
بودووو (به لهستانی:  Budowo) یک روستا در لهستان است که در گمینا دنبنگتسا کاشوبسکا واقع شده‌است. بودووو ۸۲۹ نفر جمعیت دارد.